# Thomas-Emil von Wickede
Thomas-Emil von Wickede (23 de abril de 1893 - 23 de junio de 1944) fue un general alemán en la Wehrmacht de la Alemania Nazi durante la II Guerra Mundial que comandó el X Cuerpo de Ejército. Fue condecorado con la Cruz de Caballero de la Cruz de Hierro. Wickede murió el 23 de junio de 1944, cuando el avión que lo llevaba a él y a los generales Karl Eglseer, Eduard Dietl y Franz Rossi se accidentó en la vecindad de la pequeña aldea de Rettenegg, Estiria.

## Condecoraciones
- Cruz de Caballero de la Cruz de Hierro el 15 de agosto de 1940 como Oberstleutnant y comandante del Infanterie-Regiment 4[1]